# Locas de amor (serie de televisión mexicana)
Locas de amor es una serie de televisión mexicana producida en el 2009, readaptacion de la Argentina Locas de amor, que fue producida por Pol-Ka Producciones en 2004. Fue escrita en la versión original por Pablo Lago y Susana Cardozo y en este “remake” fue adaptado por Jaime García Estrada y Orlando Merino. Esta serie, producida por Carmen Armendáriz y dirigida por Francisco Franco-Alba, está protagonizada por Daniel Giménez Cacho, Cecilia Suárez, Ilse Salas y  Ximena Ayala. Su estreno fue el 18 de junio de 2009 por Unicable. La primera temporada consta de 13 capítulos grabados en formato de High Definition Blu-Ray. El propósito de la serie es darle un mensaje a la sociedad, que los enfermos mentales tienen derecho a una vida plena.
El 3 de mayo de 2010 se estrenó en televisión abierta por el Canal de las estrellas de Televisa.

## Sinopsis
La serie narra el caso de tres pacientes de un hospital psiquiátrico: Juana, Eva y Sofía. Para su mejoría son incluidas en un "programa piloto" dirigido por el psiquiatra Martín  Quijano. Este proyecto intenta reintegrar a las muchachas a la sociedad, sacándolas del psiquiátrico y ubicándolas en un departamento, que las tres deberán compartir. En este sitio deberán enfrentar problemas cotidianos como conseguir empleo, aprender a convivir con otras personas, sus manías, fobias, temores, sueños, ansiedades y luchar día a día consigo mismas para intentar vivir una vida "normal", en un mundo que por momentos parece haber enloquecido. El tema central de la serie es la sutil línea que hay entre la locura y la cordura, lo que lleva a preguntarse quién está más loco, los que están dentro de un manicomio o quienes están en el mundo exterior.

## Reparto
- Daniel Giménez Cacho como el Dr. Martín Quijano
- Cecilia Suárez como Juana Vázquez
- Ilse Salas como Sofía Arroyo
- Ximena Ayala como Eva Betancourt
- Diana Bracho como Regina
- Ana Bertha Espín como Olga
- Helena Rojo como Norma
- Moisés Arizmendi como Roque Martínez
- Cynthia Klitbo como la Dra. Liliana Ayala
- Tiaré Scanda como Paula
- Cassandra Ciangherotti como Frida
- Juan Carlos Colombo como el Dr. Hevia
- Raúl Padilla "Chóforo" como Robles
- Luis Gimeno como el ingeniero Cervantes
- Virginia Gimeno como Alicia
- José Elías Moreno como Alberto
- Roberto Blandón como Laurencio
- Justo Martínez como Ovidio
- Juan Carlos Barreto como Ricardo
- José Ron como Marcos
- Claudio Báez como un ingeniero con quien se relaciona Eva.
- Luis Fernando Peña como Carlos
- Osvaldo de León como Claudio
- Erick Elías como Damián
- Alberto Estrella como Mauro
- Juan Carlos Serrán como Ramiro Betancourt
- Ricardo Blume como otro psiquiatra
- Vanessa Bauche como Eulalia
- Delia Casanova como Cruz
- Luis Couturier como el Dr. García
- Luz María Jerez como amiga de Regina.
- Dalilah Polanco como amiga de Regina.
- Moisés Suárez como excompañero de trabajo de Sofía.
- Ferdinando Valencia como Franco
- Arturo Vázquez como un taxista.
- Esther Guilmáin
- Ricardo De Pascual
- Yaride Rizk
- Susana González - Minerva Salvaterra

## Episodios
La serie que originalmente transmitió Unicable constó de 13 episodios de una hora de duración cada uno. Para su retransmisión en televisión abierta por Canal de las estrellas fueron reeditados en 25 episodios de 30 minutos (tiempo comercial).

## Producción
- La adaptación en México de la serie se ajustó a la idiosincrasia del país. Los escritores y el director tuvieron reuniones con psiquiatras como la Dra. Marcela Blum; además de una visita a un centro de enfermedades neurológicas llamado Casa Azul Comunidad Terapéutica en donde tuvieron encuentros con enfermos mentales.
- Giménez Cacho para interpretar mejor a su personaje, requirió la asesoría de psicoanalistas y psiquiatras como el Dr. Miguel Silverse.
- Casa Azul Comunidad Terapéutica es un centro igual al de Locas de amor.
- Los guiones trataron de plantear las enfermedades de los pacientes con sus crisis y sus recuperaciones lo más apegado a la realidad aunque no se pudo evitar del todo el uso de algunas referencias populares o estereotipos para facilitar una aceptación del auditorio (p.ej. el diagnóstico de "Maníaco-Depresivo" está en desuso en el entorno médico, pero se menciona en la serie porque sigue siendo una referencia de uso popular en México).

## Premios y nominaciones

### Premios TVyNovelas
| Año  | Categoría                   | Persona           | Resultado |
| ---- | --------------------------- | ----------------- | --------- |
| 2011 | Mejor serie hecha en México | Carmen Armendáriz | Nominada  |